# Zuurbes
De zuurbes (Berberis vulgaris) is een struik die behoort tot de berberisfamilie (Berberidaceae). De struik komt van nature voor in Eurazië.
De hele struik inclusief de vruchten en zaden kan een lichte vergiftiging geven, desalniettemin worden de vruchten gegeten. De gifstof wordt berberine genoemd.

## Kenmerken

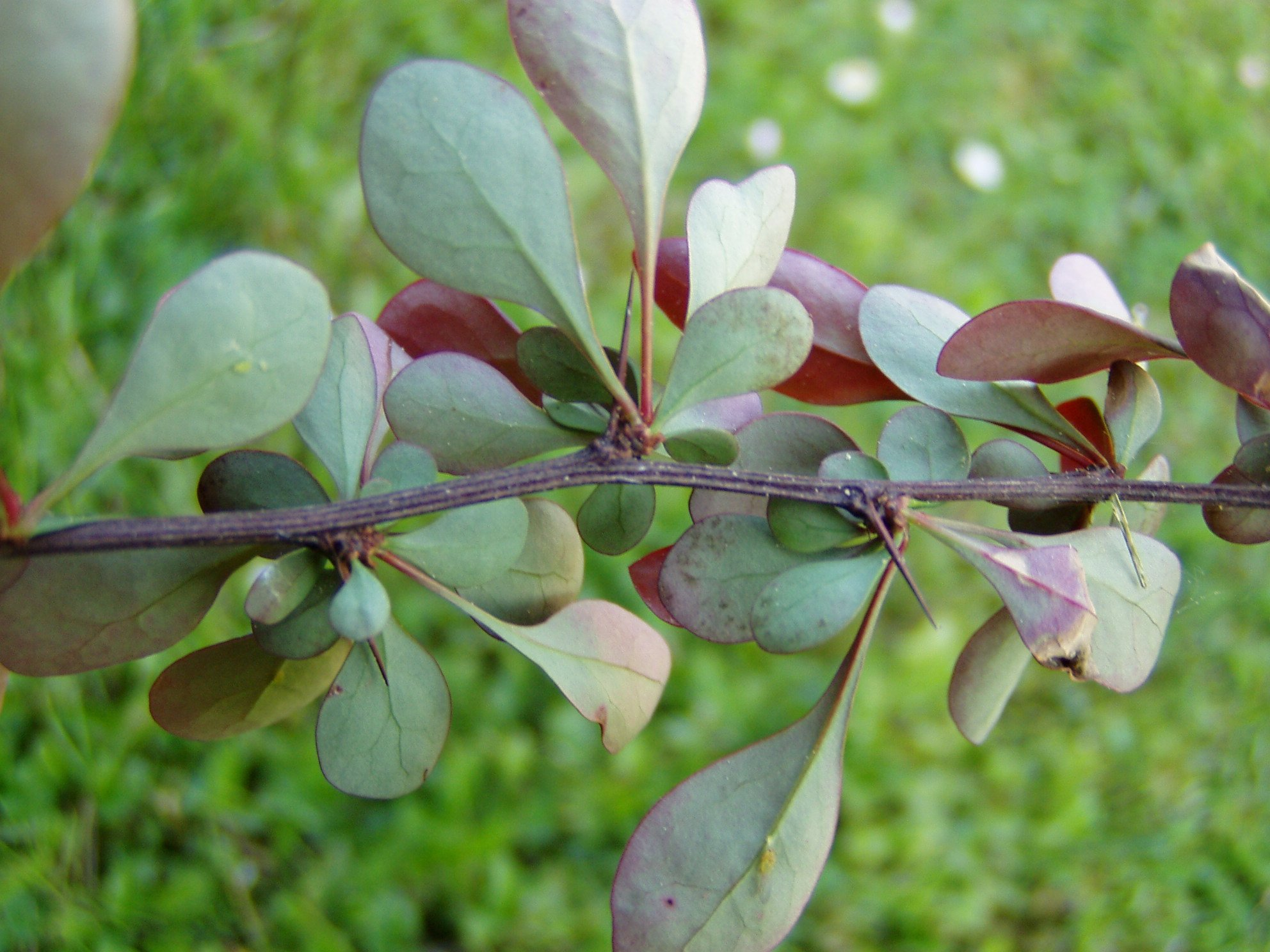
Tak met bladdoorns

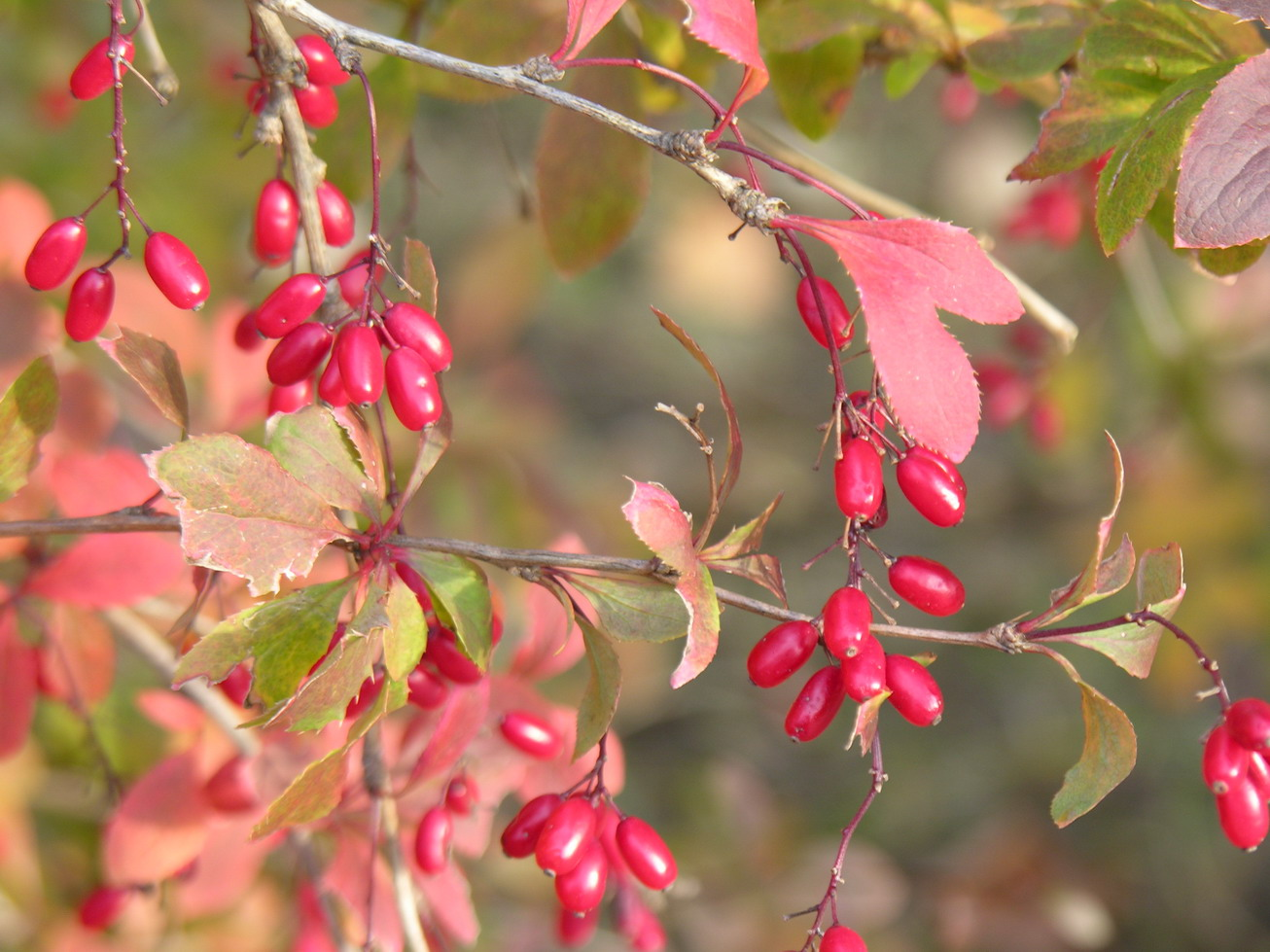
Vruchten

De struik wordt 1–4 m hoog. Op de stengel zitten meestal in drie delen vertakte, 3–8 mm lange bladdoorns. De enkelvoudige bladeren zijn 2–6 cm lang en 1–2 cm breed met een gezaagd-getande rand en aan de onderkant lichtgroen.
De zuurbes bloeit in mei en juni met gele, 4–6 mm grote, geurende bloemen in 3–5 cm lange, hangende trossen. De helmhokjes springen aan de top met klepjes open, waardoor het stuifmeel vrijkomt.
De 7–10 × 3–5 mm grote vrucht is een niet-doorschijnende, eetbare bes, die rijpt van augustus tot oktober.

## Ecologie
De struik komt voor op vrij droge en meestal kalkhoudende grond langs struikgewas en in bosranden.

### Syntaxonomie
De zuurbes is een kensoort voor het liguster-verbond (Berberidion vulgaris).

### Waardplant
De zuurbes is de tussenwaardplant voor zwarte roest (Puccinia graminis) en gele roest (Puccinia striiformis). Doordat op de zuurbes zich de generatieve fase afspeelt, vindt hier ook de genetische uitwisseling plaats. Daardoor kunnen er gemakkelijk nieuwe fysio's gevormd worden. Deze schimmel tast ook gewone tarwe en rogge aan. Op deze planten vindt alleen de vegetatieve fase plaats, waardoor op deze planten alleen door mutaties nieuwe fysio's gevormd kunnen worden, wat minder snel gaat dan bij genetische uitwisseling. In Frankrijk gaf de bestrijding van de zuurbes vanaf 1660 een heftige strijd tussen boeren en jambereiders, die de boeren van bijgeloof betichtten. Pas in 1865 werd wetenschappelijk vastgesteld dat de zuurbes de tussenwaardplant was. In vele delen van Europa was het verboden om de zuurbes aan te planten.

## Toepassingen
Traditioneel werden in Europa de vitamine C-rijke bessen voor het maken van jam gebruikt. In landen als Iran worden de vruchten bij het koken gebruikt voor het kruiden van rijst, vis en vlees.